# Шратт, Катарина
Катарина Шратт (нем. Katharina Schratt; 11 сентября 1853, Баден, Нижняя Австрия — 17 апреля 1940, Вена) — австрийская актриса

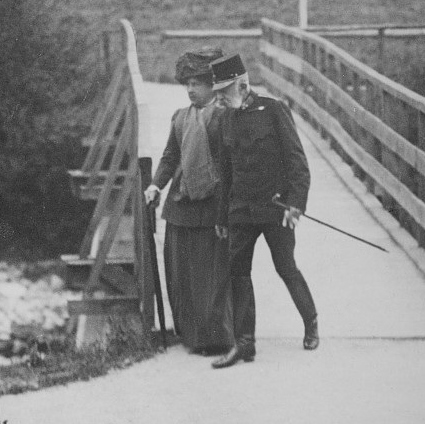
Император Франц Иосиф на прогулке в сопровождении Катарины Шратт. 1895

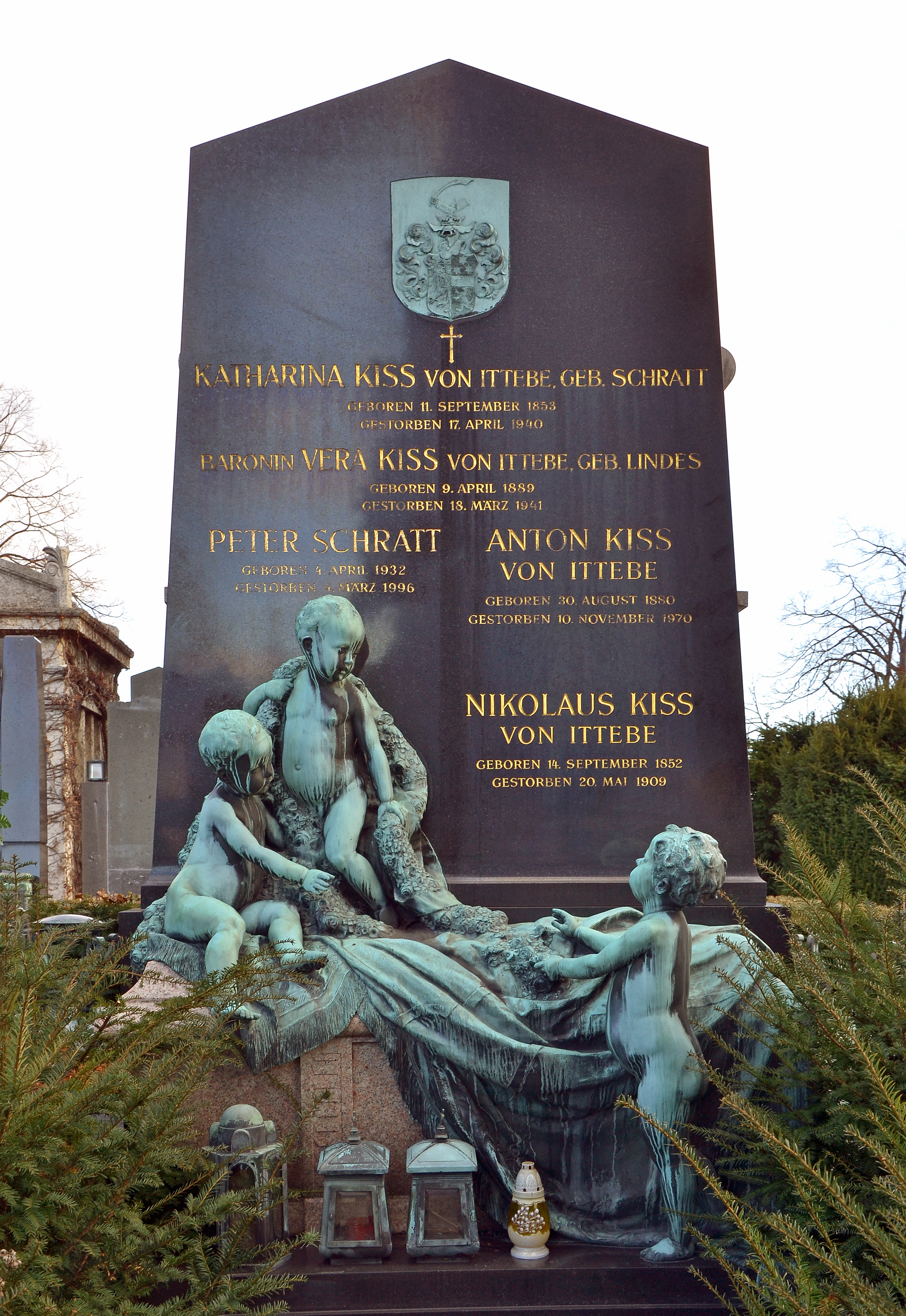
Могила Катарины Шратт на Хитцингском кладбище

, фаворитка императора Австрии Франца Иосифа.

## Биография
Катарина Шратт родилась в семье мелкого торговца канцелярскими товарами Антона Шратта. Шестилетняя Катарина увлеклась театром. Родители всячески пытались уберечь дочь от актёрской судьбы, но Катарина настойчиво шла к своей цели. В 17 лет состоялся её дебют в венской театральной академии в её родном городе. Первым постоянным местом службы Катарины Шратт стал в 1872 году Придворный театр в Берлине, где за достаточно короткое время Шратт добилась значительных успехов. Однако вскоре Катарина Шратт покинула Германию, получив приглашение в Венский городской театр. Поработав затем в Немецком придворном театре в Санкт-Петербурге, Шратт сделала перерыв в карьере и весной 1879 года вышла замуж за венгерского консульского чиновника Николауса Киша и родила сына Антона в 1880 году, затем гастролировала в Нью-Йорке и вернулась к работе в венском Бургтеатре. С Кишем Шратт разошлась в 1880 году, не оформляя официального развода. В Вене Катарине Шратт опять сопутствовал профессиональный успех, она стала одной из самых популярных актрис Австрии. В 1887 году Шратт получила звание придворной актрисы. В 47 лет вследствие разногласий с директором Бургтеатра Паулем Шлентером Катарина Шратт уволилась из театра и ушла на пенсию в октябре 1900 года.
Знаменитую актрису приглашали на все крупные мероприятия в Вене. На бале промышленников в 1885 году у Катарины Шратт состоялась продолжительная беседа с императором Францем Иосифом. После театральной постановки в честь русского царя Александра III труппа была приглашена к монархам на званый ужин. Там Катарина Шратт впервые встретилась с императрицей Елизаветой, которая решила поспособствовать общению актрисы с императором. Близкие и доверительные отношения связывали Катарину Шратт и императора Франца Иосифа с некоторыми перерывами вплоть до его смерти в 1916 году. Сохранилась обширная переписка между актрисой и императором, свидетельствующая о том, что Шратт была для Франца Иосифа больше, чем любовницей — «сердечным другом», которому император полностью доверял. Наутро после смерти императора по настоянию Карла Катарину Шратт пропустили попрощаться к смертному одру Франца Иосифа.
Катарина Шратт любила жить на широкую ногу и увлекалась азартными играми, и император постоянно оказывал актрисе финансовую помощь в погашении её долгов. Император дарил ей ценные ювелирные изделия, а также виллу на Глориеттенгассе в Вене, вблизи от Шёнбрунна и трёхэтажный дворец Кёнигсвартер на Кернтнер-ринг напротив здания оперного театра. Тем не менее, император противостоял всем попыткам Катарины Шратт повлиять с его помощью на руководство придворного театра.
После смерти Франца Иосифа Шратт проживала уединённо в своей квартире на Кернтнер-ринг. Время от времени страстная любительница животных, содержавшая у себя дома обезьяну, трёх попугаев и семь собак, соглашалась на выступления для благотворительных организаций. В остальном её основным занятием стало собирание пазлов. В последние годы Катарина Шратт стала религиозна, ежедневно бывала в церкви и по нескольку раз в неделю посещала могилу императора. По поводу своих отношений с императором Катарина Шратт хранила полное молчание. В 1938 году после аншлюса аполитичная Катарина Шратт впервые сделала политический жест: узнав о том, что кортеж Адольфа Гитлера будет проезжать под окнами её дома, она распорядилась закрыть шторы на окнах. 17 апреля 1940 года Катарина Шратт умерла в возрасте 86 лет, прожив почти столько же, сколько и император Франц Иосиф, и была похоронена на Хитцингском кладбище в Вене.